# Niseo
Niseo (Siracusa, IV secolo a.C. – ...) fu tiranno di Siracusa dal 351 a.C. al 347 a.C.

## Biografia
Niseo era figlio del tiranno di Siracusa Dionisio il Vecchio e di Aristomache, nonché fratello di Ipparino e di Dionisio II.
Quando il padre Dionisio si ammalò, Dione, fratello di Aristomache, si era impegnato per regolare la successione tra i nipoti, Ipparino, Dionisio II e Niseo. Tuttavia questi sforzi non andarono a buon fine e dopo la morte di Dionisio nel 367 a.C., il trentenne Dionisio II prese il potere e l'anno dopo, con l'aiuto del filosofo Filisto, cacciò dalla città lo zio Dione e instaurò una dittatura feroce quanto quella del padre.
Nel 357 a.C. mentre Dionisio II era Caulonia, Dione riuscì a prendere il potere a Siracusa, instaurando una tirannia fino al 354 a.C., anno in cui venne assassinato.
In questo periodo Ipparino e Niseo si rifugiarono a Lentini, ove restarono fino a quando Ipparino prese il potere.
Al rovesciamento di Dione seguì un periodo di lotte tra Callippo, generale e poi assassino di Dione, e Ipparino, figlio di Dionisio il Vecchio.
Nel 353 a.C. Ipparino riuscì a prendere il potere, attaccando di sorpresa Siracusa, e a ripristinare la dinastia di Dionisio. Ipparino preso il potere se stessi e ignorò le richieste del suo fratellastro e Dionisio II, che intanto si era ritirato a Locri, dove governava come un tiranno. La tirannia di Ipparino durò due anni, dal 353 al 351 a.C., anno in cui Ipparino venne assassinato. Dopo la sua morte, Niseo prese il suo posto.
Si tramanda che fosse un grande bevitore e molto dissoluto con le donne, non fu amato dal popolo ma riuscì a reggere la tirannia per quattro anni, fin quando Dionisio il Giovane con un esercito di mercenari riprese il potere nel 347 a.C. e ricostituì la stabilità politica della città. Niseo venne poi esiliato.